# Adolf Vogeler
Adolf Vogeler (* 6. November 1858 in Minden; † 1935 in Rinteln) war ein deutscher Lehrer und Schriftsteller.

## Leben
Der Sohn eines Kaufmanns besuchte die Bürgerschule und das Gymnasium Minden. Er studierte an den Universitäten in Bonn, Berlin und Göttingen Philologie, Kunstgeschichte, Geographie und Geschichte. Seit 1877 gehörte er der Burschenschaft Alemannia Bonn an. Nach der Promotion 1880 zum Dr. phil. begann er Ostern 1882 als Probandus am Gymnasium Andreanum, wo er im Juli 1884 fest angestellt wurde. Bei der Trennung dieser Anstalt in ein Gymnasium und Realgymnasium (Ostern 1885) trat er an das letztere über und wirkte an demselben als Oberlehrer. 1902 wurde er zum Professor ernannt. 1924 trat er in den Ruhestand.

## Schriften (Auswahl)
- Der Kaiser und der Krieg. Wolfenbüttel 1915, OCLC 313317145.
- Kranzreiten. Ein deutsches Bauernschauspiel aus Westfalen in 5 Akten. Wolfenbüttel 1916, OCLC 554351228.
- Tannenberg. Vaterländisches Festspiel. Hildesheim 1917, OCLC 46306968.
- Kriegschronik der Stadt Hildesheim. Hildesheim 1929, OCLC 35125331.